# Big Sandy (Wirginia Zachodnia)
Big Sandy – jednostka osadnicza w Stanach Zjednoczonych, w stanie Wirginia Zachodnia, w hrabstwie McDowell.